# Epsilon Persei

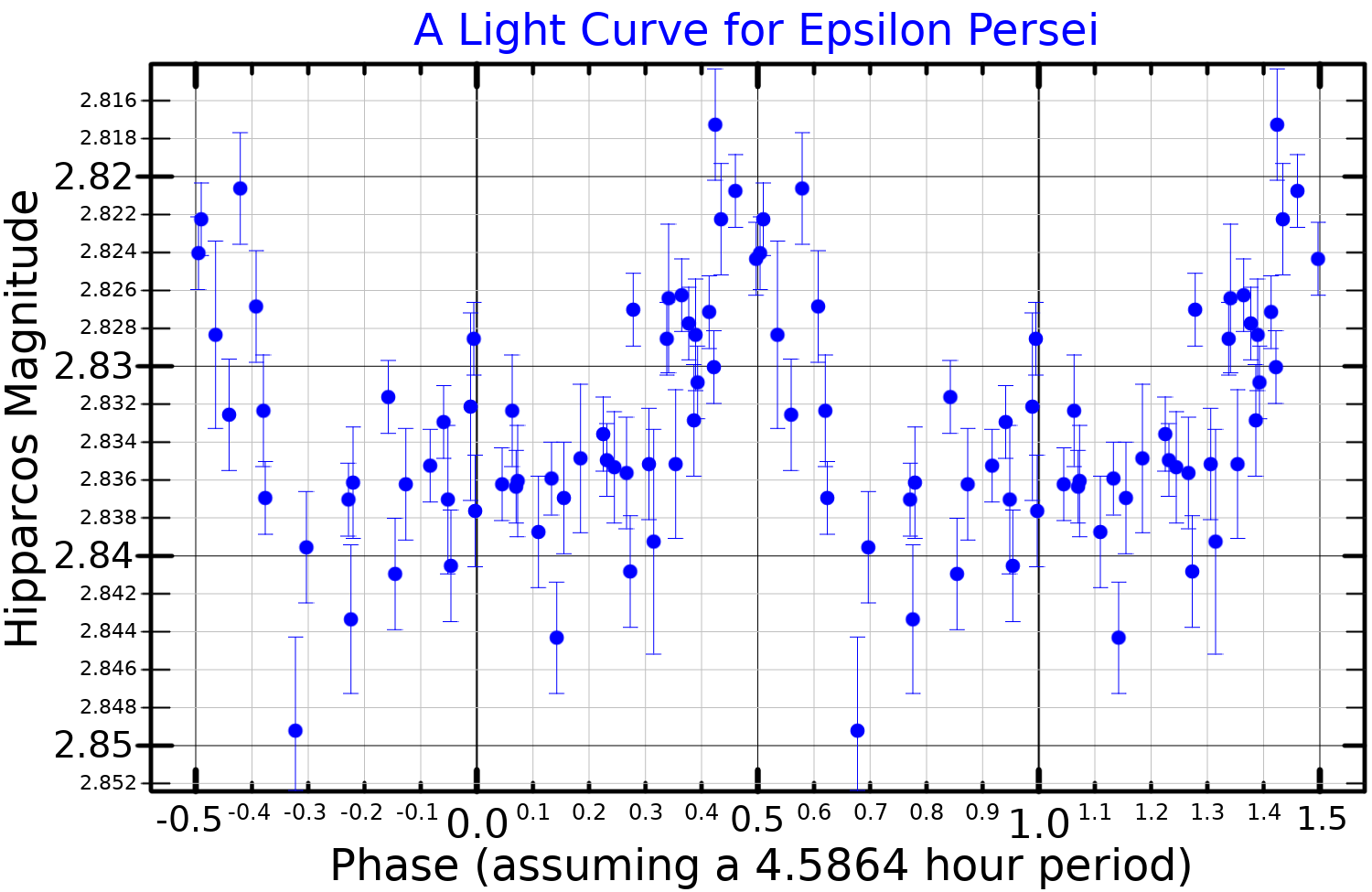
Lichtkromme van Epsilon Persei

Epsilon Persei is een tweevoudige spectroscopische dubbelster in het sterrenbeeld Perseus. Volgens parallaxmetingen staat de ster op 640 lichtjaar afstand.